# Timo Blomqvist
Timo Pauli Blomqvist (* 23. Januar 1961 in Helsinki) ist ein ehemaliger finnischer Eishockeyspieler, der von 1977 bis 1998 unter anderem für die Washington Capitals und New Jersey Devils in der National Hockey League sowie Jokerit Helsinki, Reipas Lahti und die Espoo Blues in der SM-liiga gespielt hat. Sein Sohn Sami ist ebenfalls professioneller Eishockeyspieler.

## Karriere
Timo Blomqvist begann seine Karriere als Eishockeyspieler 1977 bei Jokerit Helsinki, für die er die folgenden drei Spielzeiten lang in der SM-liiga aktiv war. Anschließend wurde er im NHL Entry Draft 1980 in der fünften Runde als insgesamt 89. Spieler von den Washington Capitals ausgewählt. Zunächst spielte der Verteidiger jedoch noch ein weiteres Jahr in der SM-liiga bei Reipas Lahti. Vor der Saison 1981/82 wechselte Blomqvist schließlich zu den Washington Capitals in die National Hockey League, bei denen er in den folgenden vier Spielzeiten regelmäßig eingesetzt wurde. Nachdem er in der Saison 1985/86 ausschließlich für deren Farmteam, die Binghamton Whalers aus der American Hockey League, auf dem Eis stand, erhielt er 1986 als Free Agent einen Vertrag bei den New Jersey Devils, für die er in der Saison 1986/87 einen Assist in 20 Spielen erzielte.
Nach sechs Jahren in Nordamerika kehrte Blomqvist 1987 nach Europa zurück, wo er in den folgenden sechs Spielzeiten für jeweils drei Jahre bei MoDo Hockey Örnsköldsvik und Malmö IF in der schwedischen Elitserien auflief. Mit Malmö wurde er 1992 Schwedischer Meister. Anschließend unterschrieb Blomqvist für ein Jahr in der norwegischen Eliteserien bei Sparta Sarpsborg, bevor er für zwei Spielzeiten zu den Espoo Blues nach Finnland zurückkehrte. Es folgten je eine Saison im europäischen Ausland beim CE Wien in der Alpenliga und dem ES Weißwasser in der zweitklassigen 1. deutschen Liga, bevor Blomqvist 1998 seine Karriere bei den unterklassigen finnischen Vereinen EPS Espoo und Ahmat Hyvinkää beendete.

### International
Für Finnland nahm Blomqvist an den U20-Junioren-Weltmeisterschaften 1979, 1980 und 1981, sowie den A-Weltmeisterschaften 1985 und 1989 teil. Des Weiteren stand er im Aufgebot Finnlands bei den Olympischen Winterspielen 1988 in Calgary und den 1992 in Albertville.

## Erfolge und Auszeichnungen
- 1992 Schwedischer Meister mit Malmö IF
- 1992 Europapokal-Gewinn mit Malmö IF

### International
- 1980 Silbermedaille bei der U20-Junioren-Weltmeisterschaft
- 1981 Bester Verteidiger Finnlands bei der U20-Junioren-Weltmeisterschaft
- 1988 Silbermedaille bei den Olympischen Winterspielen in Calgary